# Sergiolus ocellatus
Sergiolus ocellatus är en spindelart som först beskrevs av Charles Athanase Walckenaer 1837.  Sergiolus ocellatus ingår i släktet Sergiolus och familjen plattbuksspindlar. Inga underarter finns listade i Catalogue of Life.